# کراسنایا یاروگا
کراسنایا یاروگا (انگلیسی: Krasnaya Yaruga) یک شهرک در بخش کراسنویاروژسکی استان بلگورود کشور روسیه است.